# 도자와 마사요시 (1719년)
도자와 마사요시(일본어: 戸沢正勝, 1719년 ~ 1745년 9월 9일)는 일본 에도 시대의 다이묘로, 신조번의 4대 번주이다. 1722년 5월 3일에 태어났다고도 한다. 어릴적 이름은 로쿠사부로(六三郎)이다.
선대 번주 도자와 마사쓰네의 셋째 아들로 태어났다. 아버지의 양자로 적자였던 도자와 마사나리가 사망하였기 때문에, 교호 19년(1734년에 세자로 지명되었고, 이듬해에 종5위하, 시모쓰케노카미에 서임되었다. 겐분 2년(1737년) 12월 6일, 아버지가 은거함에 따라 가문을 계승하여 번주가 되었고, 가즈사노카미에 서임되었다. 이때 동생 마사노부에게 영지 7천 석을 분할해주었다. 엔쿄 2년(1745년) 8월 14일에 27세의 나이로 사망하였고, 후사가 없어 동생 마사노부가 양자가 되어 그 뒤를 이었다.
| 전임 도자와 마사쓰네 | 제4대 신조번 번주 1737년 ~ 1745년 | 후임 도자와 마사노부 |